# 나는 곤경에 처했다!
"나는 곤경에 처했다!"는 2009년에 개봉한 대한민국의 영화이다.

## 캐스팅
- 민성욱 : 선우 역
- 정지연 : 유나 역
- 이승준 : 승규 역
- 김주령 : 순애 역
- 이희준 : 시형 역
- 김대진 : 진성 역
- 신동훈 : 민재 역
- 이정진 : 문찬 역
- 이은주 : 규리 역
- 김태훈 : 택시기사 역
- 황성현 : 군인 역
- 윤혜진 : 피격녀 역
- 윤예인 : 아줌마 1 역
- 이용녀 : 아줌마 2 역
- 김신혜 : 연인 여 역
- 황상경 : 연인 남 역
- 문소희 : 전단지 아가씨 역
- 오창환 : 유나 부 역
- 윤진 : 아이 역
- 김경민 : 중국집 배달원 역
- 오민호 : 시내버스 승객 / 고깃집 티비 시청남 역
- 송해나 : 찜질방 손님들 역
- 김영민 : 찜질방 손님들 역
- 김연삼 : 찜질방 손님들 역
- 노신영 : 찜질방 손님들 역
- 박윤미 : 찜질방 손님들 역
- 박지현 : 찜질방 손님들 역
- 김준태 : 찜질방 손님들 역
- 박현민 : 찜질방 직원 역
- 김동무 : 찜질방 운동남 역
- 나소은 : 찜질방 아이들 역
- 이은빈 : 찜질방 아이들 역
- 이원빈 : 찜질방 아이들 역
- 김태영 : 닭먹는 양복쟁이들 역
- 이숙경 : 닭먹는 양복쟁이들 역
- 변병준 : 닭먹는 양복쟁이들 역
- 윤영목 : 닭먹는 양복쟁이들 역
- 오태석 : 닭먹는 양복쟁이들 역
- 이채민 : 중국집 손님들 역
- 김한울 : 중국집 손님들 역
- 김현옥 : 중국집 직원 역
- 김지혜 : 패스트푸드점 손님들 / 배드민턴 치는 사람들 역
- 오폐수 : 패스트푸드점 손님들 / 고깃집 티비 시청남 역
- 김완동 : 고속버스승객 역
- 김귀영 : 횟집 직원들 역
- 진은숙 : 횟집 직원들 역
- 유성대 : 동료택시기사 역
- 이민재 : 강력반 형사들 역
- 서동훈 : 강력반 형사들 역
- 전종운 : 강력반 형사들 역
- 조동현 : 강력반 형사들 역
- 배일권 : 강력반 형사들 역
- 송혁조 : 고스톱 치는 택시기사들 역
- 김현철 : 고스톱 치는 택시기사들 역
- 이진근 : 바 종업원 / 아지뜨는 대학생들 역
- 김민영 : 출판사 직원들 역
- 염경호 : 출판사 직원들 역
- 김상현 : 출판사 직원들 역
- 이상진 : 출판사 직원들 역
- 박문칠 : 배드민턴 치는 사람들 역
- 박정웅 : 운동하는 공원 어르신들 역
- 송점순 : 운동하는 공원 어르신들 역
- 오정주 : 교내 식당 손님들 역
- 김보라 : 교내 식당 손님들 역
- 이성중 : 아지뜨는 대학생들 역
- 문명환 : 아지뜨는 대학생들 역
- 보람 : 아지뜨는 대학생들 역
- 로미 : 아지뜨는 대학생들 역
- 재식 : 아지뜨는 대학생들 역
- 후멍 : 아지뜨는 대학생들 역
- 동렬 : 아지뜨는 대학생들 역
- 지륜 : 아지뜨는 대학생들 역
- 염통 : 아지뜨는 대학생들 역
- 권오성 : 고깃집 동아리OB 동창생들 역
- 이장욱 : 고깃집 동아리OB 동창생들 역
- 심봉건 : 고깃집 동아리OB 동창생들 역
- 박세현 : 고깃집 동아리OB 동창생들 역
- 김중현 : 고깃집 동아리OB 동창생들 역
- 서재경 : 고깃집 동아리OB 동창생들 역
- 박성훈 : 고깃집 동아리OB 동창생들 역
- 정영현 : 고깃집 동아리OB 동창생들 역
- 김민규 : 술집 커플 손님 역
- 이정아 : 술집 커플 손님 역
- 서광 : 술집 서빙남 역
- 김지묵 : 고시서점 고시생들 역
- 김영재 : 고시서점 고시생들 역
- 고태정 : 고시서점 고시생들 역
- 김정훈 : 고시서점 고시생들 역
- 권봉근 : 고시서점 고시생들 역
- 남궁선 : 고시서점 고시생들 역
- 이응일 : 고시서점 고시생들 역
- 류주형 : 시내버스 승객 / 강력반 형사들 역